# Almira (település)
Almira az Amerikai Egyesült Államok északnyugati részén, Washington állam Lincoln megyéjében elhelyezkedő város. A 2010. évi népszámlálási adatok alapján 284 lakosa van.
A városban egy közoktatási intézmény (Almira School) működik, melynek fenntartója az Almirai Tankerület.

## Történet
A térség első lakója az 1880-as években itt letelepedő Charles C. Davis bolttulajdonos. Miután 1889-re elkészült a Central Washington Railroad vasútvonala, Odgers és Reed ügynökök felkeresték Charles C. Davist egy új település létrehozása érdekében, melynek névadója Davis felesége.

A Wilbur Registerben a következőket írták Almiráról: 
Ezen a helyen később talán város lesz. Ha többet szeretne megtudni a település »ragyogó jövőjéről«, keresse fel »Tom« Hodges ügynököt. Ő fáradhatatlanul ismétli ezt.
A vasútvonal átadásával a telkeket hamar értékesítették, a vállalkozások számára pedig ideiglenes épületeket emeltek. A vasútvonal Grand Coulee-ig történő meghosszabbítása előtt Almira volt az ideiglenes nyugati végállomás, ezáltal frekventált hely volt. A település ekkor a hideg telek miatt nem tudott növekedni.
1890-ben megalapították az első újságot, az év októberében tartott népszavazáson pedig az alkoholtilalom mellett döntöttek. Az 1893-as válság következtében a földek többsége elértéktelenedett, azonban Almira 1900-ban a búzatermesztésnek köszönhetően fejlődésnek indult.

1902-ben a településen 298 fő élt. 
Almira továbbra is növekszik. Ha nem hiszi, jöjjön és nézze meg. Az elmúlt húsz hónapban az építkezések száma alig csökkent. Ugyan nem volt hirtelen emelkedés az elmúlt éjszakán, napban és hat hónapban sem, azonban lassú növekedés igen. A legutóbbi, rövid telet kivéve az év minden szakában folyamatban volt legalább egy–hat építkezés.
1903-ban a településen kétszer ütött ki tűz: március 21-én az Almira News székháza és néhány ház, októberben pedig az Almira Hotel és jóval több épület égett le; utóbbiakat később téglából újjáépítették.
A helység 1903 áprilisában várossá alakult volna, azonban a település pontos határaival kapcsolatban vita alakult ki, így Almira a második alkalommal, 1904. február 1-jén kapott városi rangot.

## Éghajlat
| Hónap                         | Jan.  | Feb.  | Már.  | Ápr.  | Máj. | Jún. | Júl. | Aug. | Szep. | Okt.  | Nov.  | Dec.  | Év    |
| ----------------------------- | ----- | ----- | ----- | ----- | ---- | ---- | ---- | ---- | ----- | ----- | ----- | ----- | ----- |
| Rekord max. hőmérséklet (°C)  | 12,2  | 16,7  | 22,8  | 33,9  | 37,8 | 42,2 | 43,3 | 43,3 | 38,3  | 30,0  | 21,1  | 13,3  | 43,3  |
| Átlagos max. hőmérséklet (°C) | 1,1   | 5,0   | 11,1  | 16,7  | 21,7 | 26,1 | 31,7 | 30,6 | 25,6  | 17,2  | 6,7   | 0,6   | 16,2  |
| Átlagos min. hőmérséklet (°C) | −6,1  | −3,9  | −0,6  | 1,7   | 5,6  | 8,9  | 12,8 | 12,8 | 8,9   | 2,8   | −2,8  | −6,1  | 2,9   |
| Rekord min. hőmérséklet (°C)  | −27,8 | −28,9 | −17,2 | −10,0 | −3,9 | −2,2 | 0,0  | −0,6 | −3,3  | −15,6 | −22,2 | −28,3 | −28,9 |
| Átl. csapadékmennyiség (mm)   | 21    | 25    | 25    | 20    | 27   | 21   | 18   | 12   | 13    | 15    | 35    | 36    | 268   |
| Forrás: The Weather Channel   |       |       |       |       |      |      |      |      |       |       |       |       |       |

## Népesség
A 2010-es népszámláláskor a városnak 284 lakója, 119 háztartása és 84 családja volt. A népsűrűség 213,5 fő/km2. A lakóegységek száma 155, sűrűségük 116,5 db/km2. A lakosok 95,1%-a fehér,  0,7%-a indián, 0,7%-a ázsiai,   3,5%-a pedig kettő vagy több etnikumú. A spanyol vagy latino származásúak aránya 1,8% (   )
A háztartások 24,4%-ában élt 18 évnél fiatalabb. 56,3% házas, 8,4% egyedülálló nő, 5,9% egyedülálló férfi, 29,4% pedig nem család. 25,2% egyedül élt; 18,4%-uk 65 éves vagy idősebb. Egy háztartásban átlagosan 2,39 személy élt; a családok átlagmérete 2,83 fő.
A medián életkor 48,7 év volt. A város lakóinak 20,8%-a 18 évesnél fiatalabb, 8,1% 18 és 24 év közötti, 17,2%-uk 25 és 44 év közötti, 29,3%-uk 45 és 64 év közötti, 24,6%-uk pedig 65 éves vagy idősebb. A lakosok 51,4%-a férfi, 48,6%-a pedig nő.

## Fordítás
- Ez a szócikk részben vagy egészben  az   Almira, Washington című angol Wikipédia-szócikk ezen változatának fordításán alapul.  Az eredeti cikk szerkesztőit annak laptörténete sorolja fel. Ez a jelzés csupán a megfogalmazás eredetét és a szerzői jogokat jelzi, nem szolgál a cikkben szereplő információk forrásmegjelöléseként.